# Келінештій-де-Сус
Келінештій-де-Сус (рум. Călineștii de Sus) — село у повіті Мехедінць в Румунії. Входить до складу комуни Билвенешть.
Село розташоване на відстані 276 км на захід від Бухареста, 20 км на північ від Дробета-Турну-Северина, 107 км на північний захід від Крайови.

## Населення
За даними перепису населення 2002 року у селі проживали 78 осіб, усі — румуни. Усі жителі села рідною мовою назвали румунську.